# Dam tot Damloop 2011
De Dam tot Damloop 2011 werd gehouden op zondag 18 september 2011. Het was de 27e editie van deze loop. De hoofdafstand was 10 Engelse mijl (16,1 km). Er werd gestart vanaf de Prins Hendrikkade in het centrum van Amsterdam en via de IJ-tunnel gelopen naar centrum van Zaandam. 
Bij de mannen ging de overwinning naar de Keniaan Leonard Patrick Komon in 44.27. Hij versloeg hiermee Samuel Tsegay uit Eritrea, die in 44.38 over de finish kwam. Bij de vrouwen was de Keniaanse Priscah Jepleting het snelste in 51.57. De snelste Nederlandse was Lornah Kiplagat, die vierde werd met een tijd van 53.01.
Naast de 10 Engelse mijl stonden ook de Run2Day Ladies Damloop (6,4 km) en Mini Dam tot Damlopen op het programma.

## Wedstrijd
Mannen
| rang   | naam                  | land | tijd  |
| ------ | --------------------- | ---- | ----- |
| Goud   | Leonard Patrick Komon | KEN  | 44.27 |
| Zilver | Samuel Tsegay         | ERI  | 44.38 |
| Brons  | John Mwangangi        | KEN  | 45.13 |
| 4      | Kennedy Kimutai       | KEN  | 45.15 |
| 5      | Henri Kiplagat        | KEN  | 46.19 |
| 6      | Philemon Rono         | KEN  | 46.26 |
| 7      | Gadengoi Loitareng    | KEN  | 47.16 |
| 8      | Abdelhadi El Hachimi  | MAR  | 47.17 |
| 9      | Nourddine Htaibi      | MAR  | 47.43 |
| 10     | Patrick Stitzinger    | NED  | 47.47 |
| 11     | Bonsa Dida            | KEN  | 48.10 |
| 12     | Mekashaw Eshete Kassa | ETH  | 48.29 |
| 13     | Thomas Poesiat        | NED  | 48.29 |
| 14     | Koen Raymaekers       | NED  | 48.32 |
| 15     | Jamal Baligha         | MAR  | 48.34 |
| 16     | Michel Butter         | NED  | 49.06 |
| 17     | Wesley van der Gouw   | NED  | 49.12 |
| 18     | Florent Caelen        | BEL  | 49.20 |
| 19     | Olfert Molenhuis      | NED  | 49.29 |
| 20     | Alexander Hahn        | GER  | 49.31 |

Vrouwen
| rang   | naam                      | land | tijd    |
| ------ | ------------------------- | ---- | ------- |
| Goud   | Priscah Jepleting         | KEN  | 51.57   |
| Zilver | Dinah Chepkemoi           | KEN  | 52.46   |
| Brons  | Abebech Afework           | ETH  | 52.48   |
| 4      | Lornah Kiplagat           | NED  | 53.01   |
| 5      | Tabitha Wambui            | KEN  | 53.38   |
| 6      | Tsgereda Girma            | ETH  | 54.17   |
| 7      | Valentine Kibet           | KEN  | 56.08   |
| 8      | Veerle Dejaeghere         | BEL  | 56.41   |
| 9      | Ilse Pol                  | NED  | 56.42   |
| 10     | Andrea Deelstra           | NED  | 56.54   |
| 11     | Dorcas Talam              | KEN  | 56.58   |
| 12     | Manuela Soccol            | BEL  | 58.52   |
| 13     | Lindsay Poesiat Marrewijk | NED  | 59.06   |
| 14     | Nadja Wijenberg           | NED  | 59.42   |
| 15     | Helen Sharpe              | NED  | 1:00.04 |

1985 ·
1986 ·
1987 ·
1988 ·
1989 ·
1990 ·
1991 ·
1992 ·
1993 ·
1994 ·
1995 ·
1996 ·
1997 ·
1998 ·
1999 ·
2000 ·
2001 ·
2002 ·
2003 ·
2004 ·
2005 ·
2006 ·
2007 ·
2008 ·
2009 ·
2010 ·
2011 ·
2012 ·
2013 ·
2014 ·
2015 ·
2016 ·
2017 ·
2018 ·
2019